# آگارت
آگارت (به لاتین: Agart) یک رود است که در قرقیزستان واقع شده‌است.